# Camille Thériault
Pour les articles homonymes, voir Thériault.
Camille Henri Thériault, né le 25 février 1955 à Baie-Sainte-Anne, au Nouveau-Brunswick, est un homme politique canadien et ancien premier ministre du Nouveau-Brunswick (14 mai 1998 - 7 juin 1999) après la retraite de Joseph Raymond Frenette.

## Biographie
Après sa défaite, le premier ministre du Canada Jean Chrétien l'a fait membre du Bureau de la sécurité des transports du Canada. En 2004, il est devenu président du Mouvement des Caisses Populaires Acadiennes.